# Katalonienoffensive
Gijón –
Oviedo –
Alcázar von Toledo –
Mérida –
Badajoz –
Guipúzcoa –
Mallorca –
Sierra Guadalupe –
Talavera de la Reina –
Madrid –
Straße nach Coruña –
Málaga –
Jarama –
Guadalajara –
Krieg im Norden (Durango, Guernica, Santander) –
Brunete –
Belchite –
Teruel –
Cabo de Palos –
Aragon –
Ebro –
Katalonien

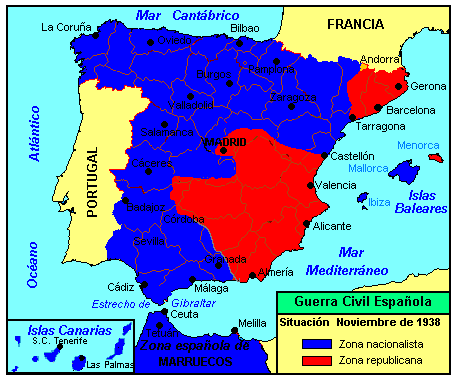
Spanien kurz vor der Katalonienoffensive. Franquistisches Gebiet blau, republikanisches Gebiet rot.

Die Katalonienoffensive der franquistischen Aufständischen bildete den Beginn der letzten Phase des spanischen Bürgerkrieges und endete mit der Niederlage der republikanischen Kräfte.

## Verlauf
Nach der für die Republikaner verlustreichen letzten Offensive in der Ebroschlacht begannen die Truppen Francos am 23. Dezember 1938 die Offensive gegen Katalonien. Erleichtert wurde dies dadurch, dass die Republikaner nach den Verlusten am Ebro kaum noch über moderne Waffen verfügten, um die Gegner abzuwehren. Die von den Anarchisten geführten Einheiten hielten zunächst noch stand, während die kommunistischen Truppen im Januar zurückwichen. Waffenlieferungen der Sowjetunion für die Republikaner kamen nicht mehr an, obwohl Frankreich zeitweise für den Transport seine Grenzen geöffnet hatte. Der republikanische General José Miaja, der den Abschnitt bei Madrid kommandierte, verweigerte einen Entlastungsangriff. Die Folge war ein ungeordneter Rückzug der republikanischen Truppen vor dem überlegenen Gegner in Katalonien. Nur einige überwiegend kommunistische Einheiten leisteten noch einen hinhaltenden Widerstand. Tarragona fiel am 14. Januar. Ohne Kämpfe konnten die Aufständischen am 26. Januar 1939 Barcelona besetzen. Nach der Einnahme Barcelonas durch die Truppen Francos floh der Ministerpräsident Negrín über Girona nach Frankreich, so auch viele republiktreue Einwohner Kataloniens. Am 4. Februar 1939 besetzten die Truppen Francos die Stadt Girona. Bis zum 10. Februar war ganz Katalonien besetzt.
Die einzige Möglichkeit der Flucht für die spanische republikanischen Volksarmee (Ejército Popular de la República, EPR) vor den heranrückenden Truppen Francos war ihr Rückzug bis zur französischen Grenze. Es flohen mehr als eine halbe Million Flüchtlinge vor den heranrückenden Truppen Francos aus Katalonien. Erst ab dem 5. Februar, wegen des internationalen Drucks, erlaubte die Französische Regierung den Flüchtigen die Einreise nach Frankreich. Daraufhin strömten hunderttausende Zivilisten sowie die Reste der republikanischen Volksarmee nach Frankreich. Bis zum 15. Februar 1939 flohen nach offiziellen Angaben 353.107 Menschen in das französische Département Pyrénées-Orientales, in dem damals etwa 230.000 Einwohner wohnten. Laut einem Bericht der französischen Regierung (Informe Valière) vom 9. März 1939 erreichte die Zahl der Flüchtlinge 440.000. Unter den Flüchtigen waren 170.000 Frauen, Kinder und ältere Menschen, 220.000 Soldaten und Milizionäre, 40.000 Invalide sowie 10.000 Verletzte. Für die Flüchtenden wurden verschiedene Internierungslager eingerichtet, wie zum Beispiel das Internierungslager Argelès-sur-Mer am Mittelmeer.
Am 27. Februar erkannten die Regierungen von Großbritannien und Frankreich die Franco-Regierung offiziell an.
In der Folge wurde die republikanische Regierung in dem ihr noch verbliebenen Gebiet von der Armee gestürzt, die weiteren Widerstand für zwecklos hielt. Es folgte der Versuch einer neu gebildeten Junta, mit Franco zu einer Verständigung zu kommen, so dass dessen Truppen Madrid Ende März 1939 besetzen konnten. Damit war der Bürgerkrieg beendet.